# Drapelul Gadsden
Drapelul Gadsden este un steag american⁠(d) unicolor utilizat în timpul Revoluției Americane. Acesta are culoarea galbenă, iar în centrul său se află un crotalus horridus în poziție de atac. Sub șarpele cu clopoței este textul „Dont Tread on Me”, scris cu majuscule. 
Acesta poartă numele politicianului Christopher Gadsden⁠(d) (1724–1805), cel care l-a inventat în 1775. Acesta și drapelul Moultrie⁠(d) au fost utilizate de infanteria marină⁠(d) în timpul Revoluției Americane. Designul său afirmă disponibilitatea celui care îl poată de a lupta împotriva oricărei forme de constrângere⁠(d). Din acest motiv, steagul este asociat cu ideile de  individualism și libertate. Este deseori utilizat în Statele Unite ca simbol pentru libertarianismul de dreapta⁠(d), liberalismul clasic și „small government⁠(d)”; denotă neîncredere față de autorități și guvern, fiind uneori asociat și cu populismul de dreapta sau extrema dreaptă.

## Perioada contemporană

Harta statelor (colorate în galben) care oferă plăcuțe de înmatriculare cu drapelul Gadsden.

Din motive istorice, drapelul Gadsden este încă arborat în Charleston, Carolina de Sud, orașul în care Christopher Gadsden a prezentat pentru prima dată steagul și unde a fost folosit pe durata revoluției, alături de drapelul Carolinei de Sud⁠(d).
Acesta este utilizat în mai multe state americane pe plăcuțele de înmatriculare. În 2022, următoarele state oferă posibilitatea de a obține o plăcuță cu steag Gadsden: Alabama, Arizona, Kansas, Maryland, Missouri, Montana, Oklahoma, Carolina de Sud, Tennessee, Texas și Virginia.

### Simbol al libertarianismului
În anii 1970, steagul Gadsden a început să fie folosit de susținătorii libertarianismului, fiind un simbol pentru drepturile individuale și guvernul limitat. De asemenea, culoarea galbenă a steagului este puternic asociată cu libertarianismul. Proiectul libertarian Free State Project⁠(d) folosește o versiune modificată a steagului - șarpele este înlocuit cu un porc spinos - ca simbol al mișcării.

### Simbol antisistem

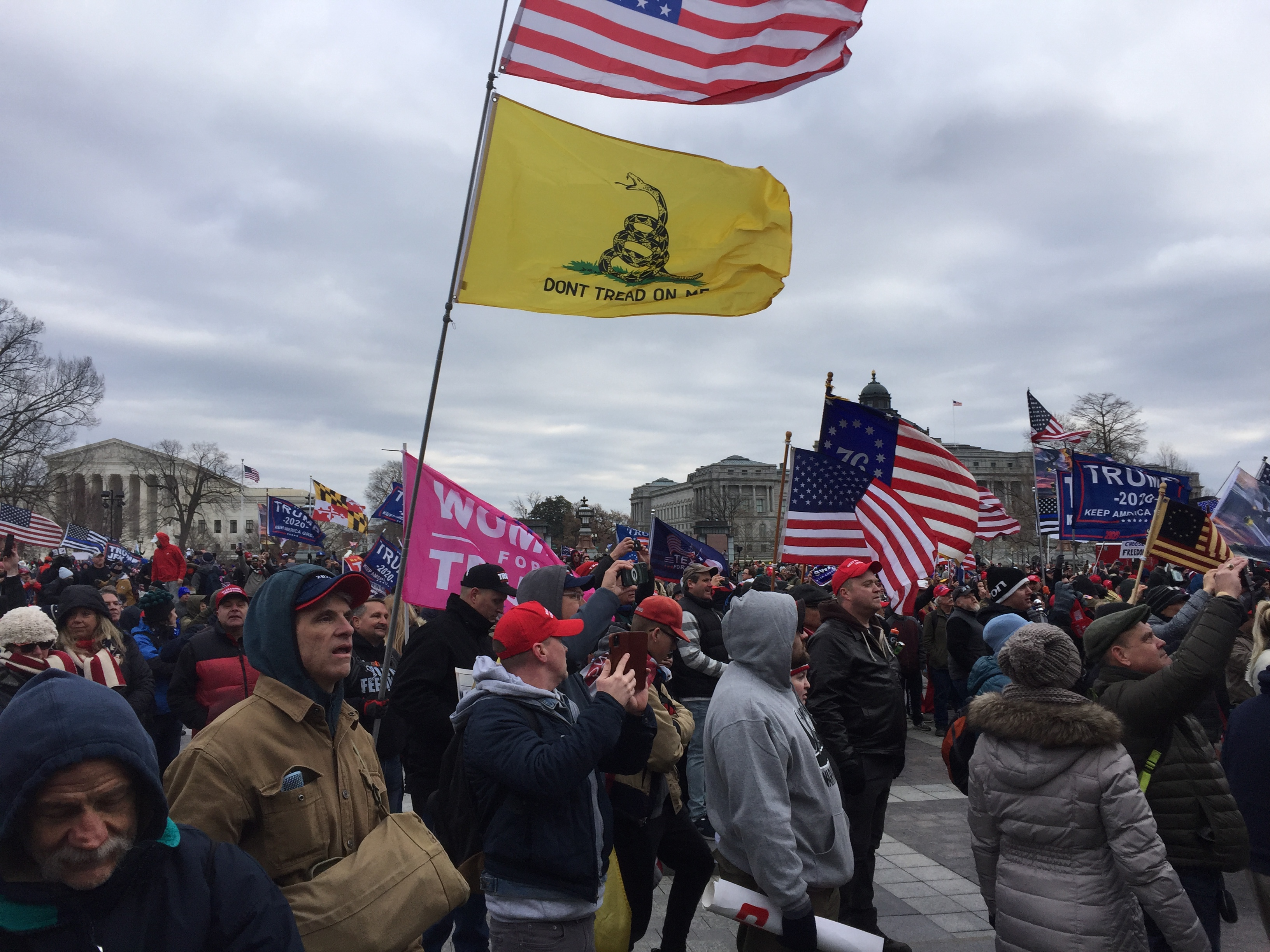
Steagul Gasden în timpul protestelor de la Capitoliu

La mijlocul anilor 1970, People's Bicentennial Commission a Noii Stângi⁠(d) a utilizat drapelul pe insigne și literatură.
Steagul Gadsden a fost utilizat de protestatarii prezenți la asaltul Capitoliului Statelor Unite în 6 ianuarie 2021. Rosanne Boyland, în vârstă de treizeci și patru de ani, purta un astfel de drapel, când a încetat din viață în timpul protestelor. În 2014, steagul a fost utilizat de Jerad și Amanda Miller, autorii atentatului din Las Vegas din 2014⁠(d). Se bănuiește că Millers ar fi pus steagul pe cadavrul unuia dintre ofițerii de poliție pe care i-a ucis.

### Simbol extremist
Drapelul Gadsden este utilizat și de grupurile de extremă dreapta, reprezentând în acest context un simbol anti-imigrație.

### Simbol al mișcării Tea Party
Începând cu 2009, steagul Gadsden a fost folosit pe scară largă de către protestatarii mișcării americane Tea Party. A fost afișat inclusiv de membri ai Congresului la mitingurile Tea Party. În unele cazuri, steagul a fost considerat mai degrabă un simbol politic decât unul istoric sau militar, datorită legăturilor puternice cu mișcarea.